# Timo Tammemaa

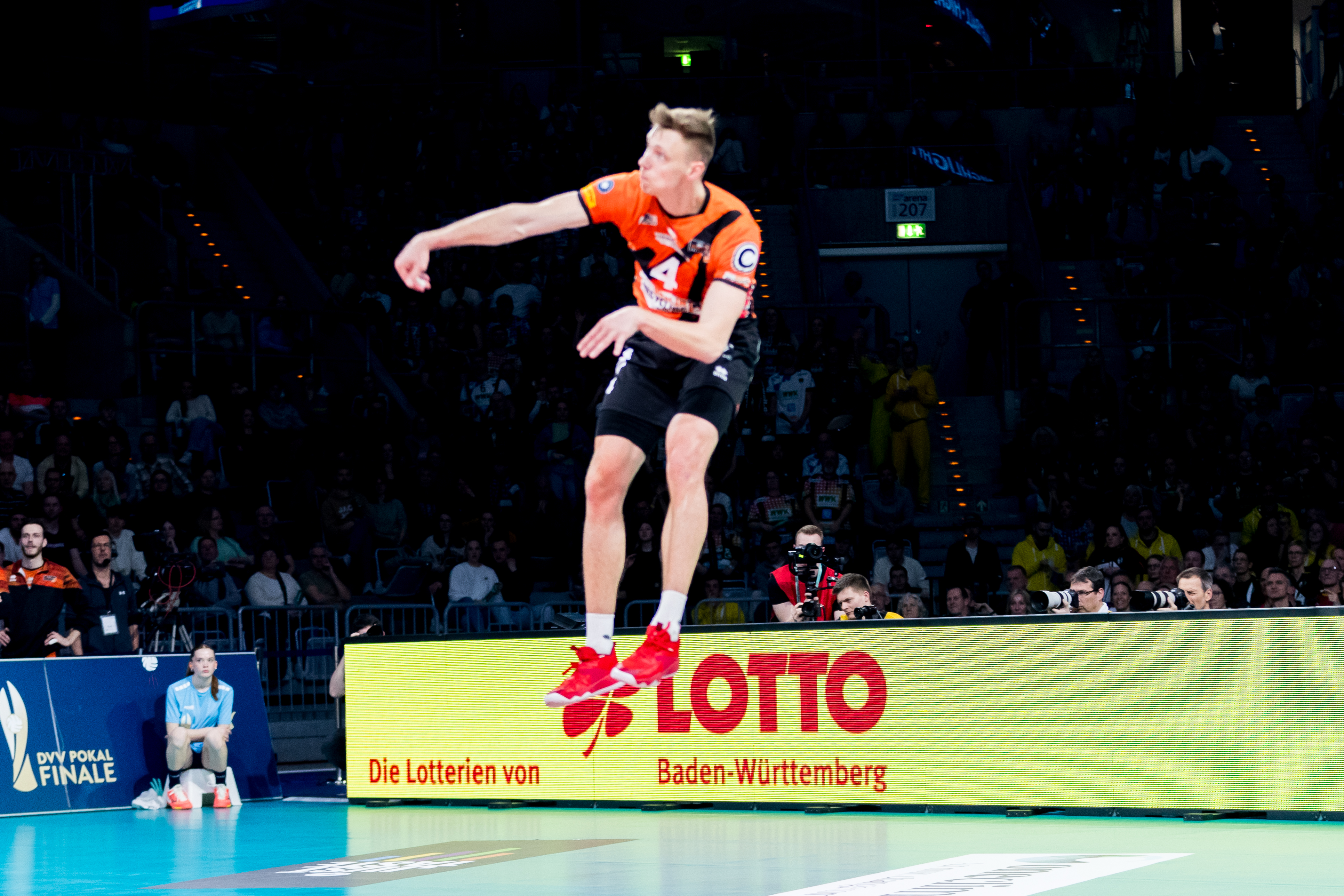
Timo Tammemaa zawodnikiem klubu Berlin Recycling Volleys podczas wykonywania zagrywki w finale Pucharu Niemiec 2024

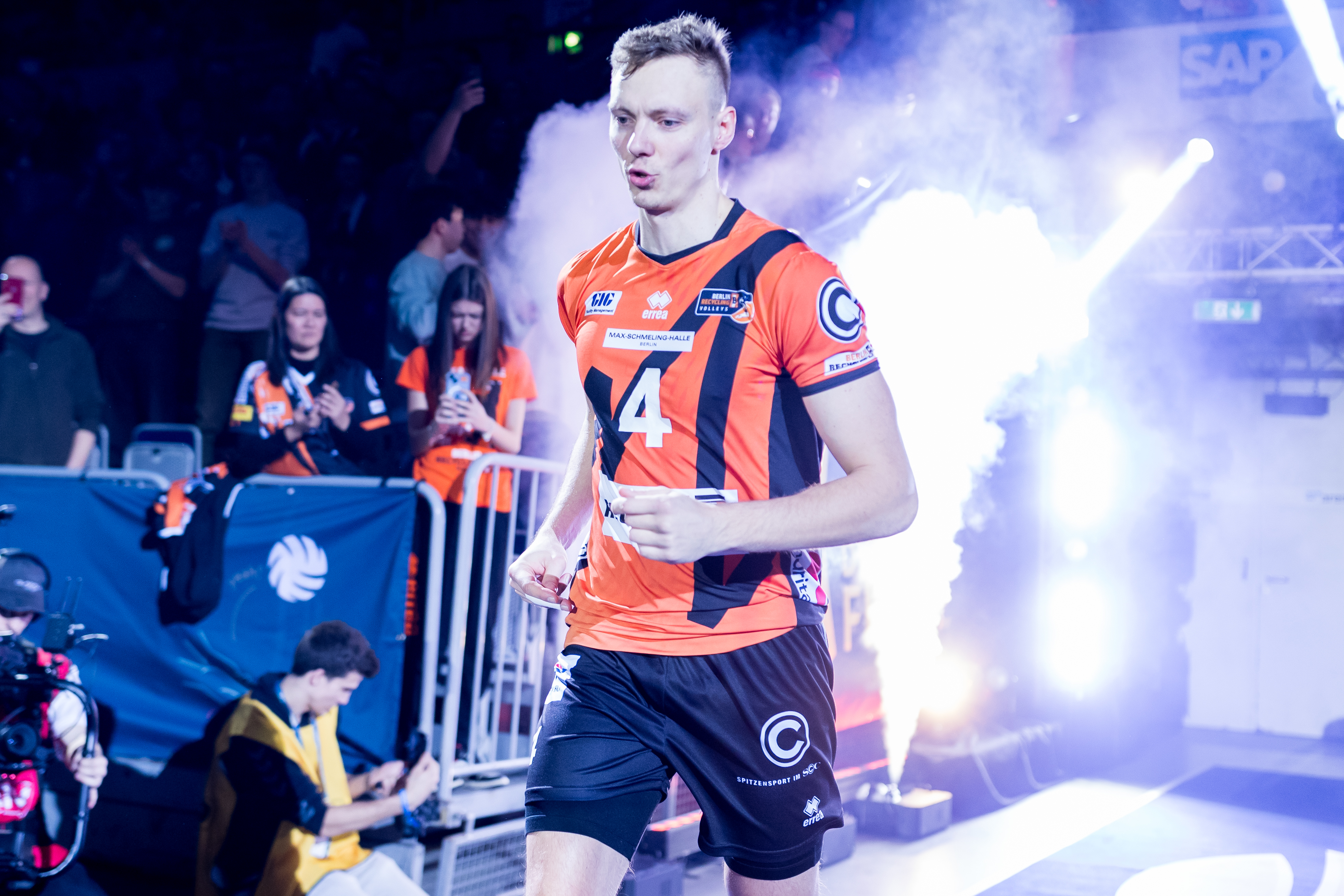
Timo Tammemaa zawodnikiem klubu Berlin Recycling Volleys przed meczem finałowym Pucharu Niemiec 2024

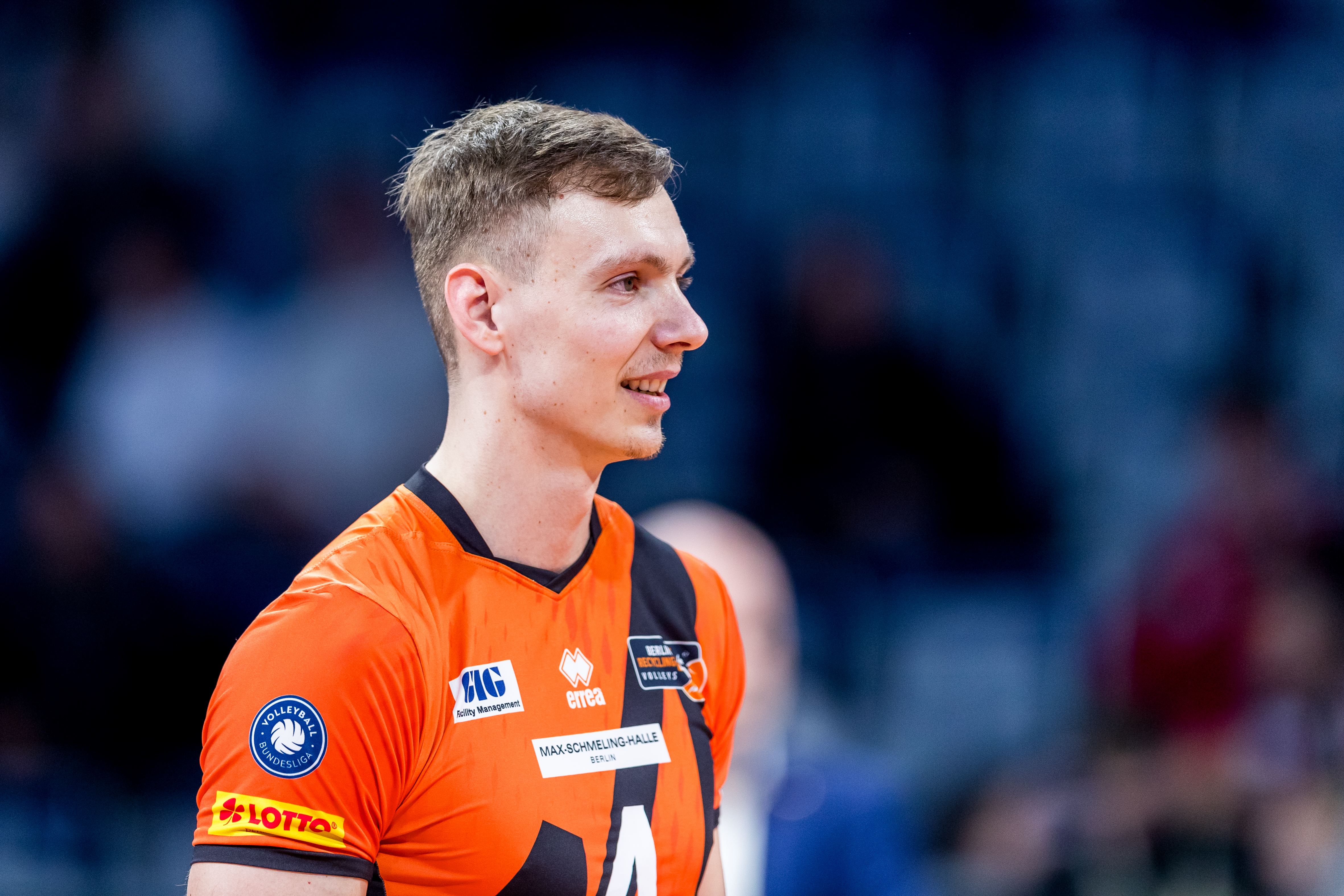
Timo Tammemaa zawodnikiem klubu Berlin Recycling Volleys w finale Pucharu Niemiec 2024

Timo Tammemaa (ur. 18 listopada 1991 w Kuressaare) – estoński siatkarz, grający na pozycji środkowego, reprezentant Estonii.

## Kariera klubowa
| Selver TallinnPärnu VKSpacer’s de ToulouseNoliko MaaseikTours VBAsseco Resovia RzeszówCerrad Enea Czarni RadomBerlin Recycling Volleys Lokalizacja klubów na mapie Europy |                          |
| Kariera seniorska |                          |
| Lata | Klub                     |
| 2009–2014 | Selver Tallinn           |
| 2014–2016 | Pärnu VK                 |
| 2016–2017 | Spacer’s de Toulouse     |
| 2017–2019 | Noliko Maaseik           |
| 2019–2020 | Tours VB                 |
| 2020–2022 | Asseco Resovia Rzeszów   |
| 2022–2023 | Cerrad Enea Czarni Radom |
| 2023– | Berlin Recycling Volleys |

## Sukcesy klubowe
Puchar Estonii:
- 2009, 2010, 2011, 2014, 2015

Liga bałtycka:
- 2010, 2011, 2014, 2016
- 2012

Liga estońska:
- 2010, 2011, 2013, 2015
- 2012, 2014

Liga francuska:
- 2017

Liga belgijska:
- 2018, 2019

Superpuchar Niemiec:
- 2023[4]

Puchar Niemiec:
- 2024[5]

Liga niemiecka:
- 2024[6]

## Sukcesy reprezentacyjne
Liga Europejska:
- 2016[7], 2018
- 2021

## Nagrody indywidualne
- 2016: Najlepszy blokujący Schenker League w sezonie 2015/2016